# Let's Go (chanson)
Singles par Calvin Harris
Off the Record
(2011) We'll Be Coming Back
(2012)
Singles par Ne-Yo
Leave You Alone
(2012) Burning Up
(2012)
Let's Go est une chanson du DJ écossais Calvin Harris sortie le 30 mars 2012 sous le label Columbia Records. Extrait du 3e album de Calvin Harris qui sortira le 30 avril 2012, on retrouve la collaboration du chanteur américain Ne-Yo. La chanson a été écrite par Calvin Harris, Ne-Yo et produite par Calvin Harris.
La chanson est utilisée pour la dernière publicité de Pepsi, Lionel Messi, Didier Drogba, Fernando Torres, Frank Lampard, Sergio Agüero et Jack Wilshere apparaissent dans cette publicité.

## Liste des pistes
- Téléchargement digital[2]

1. Let's Go (feat. Ne-Yo) [Radio Edit] - 3:46

- Royaume-Uni Téléchargement digital[3]

1. Let's Go (Radio Edit) - 3:46
2. Let's Go (Extended Mix) - 6:01
3. Let's Go (Calvin Harris Remix) - 6:32
4. Let's Go - 3:54

## Classement par pays
| Classement (2012)                               | Meilleure position |
| ----------------------------------------------- | ------------------ |
| Allemagne (Media Control AG)                    | 59                 |
| Australie (ARIA)                                | 17                 |
| Autriche (Ö3 Austria Top 40)                    | 49                 |
| Belgique (Flandre Ultratip 100)                 | 17                 |
| Belgique (Wallonie Ultratip 50)                 | 27                 |
| Canada (Hot 100)                                | 19                 |
| Danemark (Tracklisten)                          | 29                 |
| France (SNEP)                                   | 117                |
| Irlande (IRMA)                                  | 6                  |
| Nouvelle-Zélande (RMNZ)                         | 14                 |
| Pays-Bas (Nederlandse Top 40)                   | 27                 |
| Slovaquie (IFPI)                                | 18                 |
| Écosse (OCC)                                    | 2                  |
| Suisse (Schweizer Hitparade)                    | 40                 |
| Suède (Sverigetopplistan)                       | 51                 |
| Royaume-Uni (UK Dance Chart)                    | 1                  |
| Royaume-Uni (UK Singles Chart)                  | 2                  |
| Royaume-Uni Streaming (Official Charts Company) | 28                 |
| États-Unis (Hot 100)                            | 17                 |
| États-Unis (Pop Airplay)                        | 5                  |
| États-Unis (Dance Club Songs)                   | 22                 |

### Certifications
| Pays      | Organisme | Certification | Vente  |
| --------- | --------- | ------------- | ------ |
| Australie | ARIA      | Platine       | 70 000 |
| Canada    | Platine   | 80 000        |        |
| Danemark  | IFPI      | Or            | 15 000 |

## Historique de sortie
| Pays             | Date          | Format                   | Label                                             |
| ---------------- | ------------- | ------------------------ | ------------------------------------------------- |
| Belgique         | 30 mars 2012  | Téléchargement digital   | Columbia Records, Deconstruction Records, Fly Eye |
| Nouvelle-Zélande | 30 mars 2012  | Téléchargement digital   | Columbia Records, Deconstruction Records, Fly Eye |
| Irlande          | 20 avril 2012 | Téléchargement digital   | Columbia Records, Deconstruction Records, Fly Eye |
| Royaume-Uni      | 22 avril 2012 | Téléchargement digital   | Columbia Records, Deconstruction Records, Fly Eye |
| États-Unis       | 22 mai 2012   | Mainstream radio airplay | Ultra Records                                     |